# Susumu Watanabe
Susumu Watanabe (渡邉 晋 Watanabe Susumu?, nacido el 10 de octubre de 1973 en Tokio) es un exfutbolista japonés. Jugaba de defensa y su último club fue el Vegalta Sendai de Japón.

## Trayectoria

### Clubes
| Club              | País  | Año         |
| ----------------- | ----- | ----------- |
| Consadole Sapporo | Japón | 1996        |
| Ventforet Kofu    | Japón | 1997 - 2000 |
| Vegalta Sendai    | Japón | 2001 - 2004 |